# Peritrox
Peritrox – rodzaj chrząszczy z rodziny kózkowatych i podrodziny zgrzypikowych.

## Zasięg występowania
Przedstawiciele tego rodzaju występują w Ameryce Południowej, od Wenezueli na północy po Argentynę na południu.

## Systematyka
Do Peritrox  należy 6 gatunków:
- Peritrox roxdenticollis
- Peritrox marcelae
- Peritrox nigromaculatus
- Peritrox perbra
- Peritrox shanebouchardi
- Peritrox vermiculatus